# Partito-Fronte Rivoluzionario di Liberazione del Popolo
Il Partito-Fronte Rivoluzionario di Liberazione del Popolo (in turco Devrimci Halk Kurtuluş Partisi-Cephesi, DHKP-C) è un'organizzazione politica e rivoluzionaria di orientamento marxista-leninista fondata nel 1978 da Dursun Karataş come Sinistra Rivoluzionaria (in turco Devrimci Sol, DEV-SOL), e rinominato ufficialmente nel 1994 dopo discussioni interne. Responsabile di numerosi assassinii e attentati terroristici, viene dichiarata organizzazione terroristica da Turchia, Stati Uniti e dall'Unione europea.

## Storia

### Sinistra Rivoluzionaria (1978-1994)
Due i personaggi politici di più alto profilo uccisi da Sinistra Rivoluzionaria, entrambi a pochi mesi dal colpo di stato del 1980. A maggio di quell'anno cade sotto i colpi di alcuni militanti l'ex ministro delle Finanze e vice-segretario del Partito del Movimento Nazionalista Gün Sazak. Sazak, a cui era stata tolta la scorta, muore ad Ankara. A luglio viene invece ucciso a Istanbul Nihat Erim. Già ministro e vice-premier alla fine degli anni Quaranta, Erim aveva guidato il primo di una serie di governi susseguitisi nel periodo di transizione dal colpo di stato del memorandum del 1971 alle elezioni parlamentari del 1973.

#### Il Colpo di Stato del 1980 e i processi
Il colpo di stato del settembre 1980 è per Sinistra Rivoluzionaria, e per la sinistra radicale turca in senso lato, un duro colpo. Migliaia di militanti vengono arrestati e incarcerati, in attesa dell'apertura di un processo. Tra quanti finiscono in cella ci sono anche esponenti di spicco di Sinistra Rivoluzionaria come Dursun Karataş e Bedri Yağan. Secondo un rapporto pubblicato dalle autorità turche nel 1983 saranno 3069 i membri di Dev Sol arrestati.
Nel 1981 Niyazi Aydın viene scelto per guidare l'organizzazione e ne rimane a capo fino al suo arresto, nel novembre 1981. A sostituirlo è a quel punto Paşa Güven. Karataş e Yağan riusciranno a evadere dalla prigione di Bayrampaşa dove sono rinchiusi nel 1989, insieme al compagno Sinan Kukul.

### La fondazione del Fronte Rivoluzionario

#### Le rivolte carcerarie
Tra il 1995 e il 1996, il DHKP-C è al centro di una serie di rivolte e proteste che si susseguono nelle carceri turche, dove molti membri del partito sono rinchiusi. Il 17 luglio 1995 evadono dal carcere di Buca (Izmir) quattro uomini legati al gruppo, Ali Rıza Kurt, Bülent Pak, Tevfik Durdemir e Celalettin Ali Güle. Pochi giorni dopo, il 27 luglio, Kurt viene ucciso in un'operazione di polizia. In settembre la polizia interviene in forze nel carcere, facendosi strada nel 6° blocco, barricato dai prigionieri della sinistra radicale. Turan Kılınç, Yusuf Bağ e Uğur Sarıaslan, tutti e tre membri del DHKP-C, vengono picchiati a morte. Altre 40 persone rimangono ferite, alcune delle quali in maniera grave.
Il 7 gennaio 1996, tre prigionieri legati al DHKP-C (Riza Baybas, Abdülmecit e Orhan Özen) muoiono nel carcere di Ümraniye (Istanbul). I fatti scatenano una rivolta carceraria che dura per alcuni giorni, concludendosi con una serie di concessioni da parte dello stato, tra le quali l'allontanamento del direttore del carcere. Grazie alla complicità di una studentessa, Fehriye Erdal, alcuni militanti del gruppo riescono il 9 gennaio a entrare alle Sabancı Tower di Istanbul, quartiere generale di una delle holding più importanti del paese. Qui uccidono l'industriale Özdemir Sabancı e con lui Haluk Görgün, direttore generale di ToyotaSA (di cui la famiglia Sabancı è co-proprietaria) e la segretaria Nilgün Hasefe. Rivendicando i fatti in un comunicato fatto arrivare alla stampa via fax, il gruppo sottolinea di avere ucciso i tre in risposta alla morte dei prigionieri di Ümraniye.
Il 4 giugno 1999, due membri del DHKP-C armati di pistole e di un lanciarazzi vengono fermati dalla polizia mentre entrano in un edificio in costruzione non lontano dal Consolato generale statunitense di Istanbul. Rimangono uccisi in uno scontro a fuoco. Il gruppo rivendica il fallito attentato in un comunicato, presentandolo come un atto di protesta contro l'Operazione Allied Force portata avanti dalla NATO in Jugoslavia e un tentativo di promuovere la fratellanza tra i popoli turco e jugoslavo.
Nell'ottobre 2000, il DHKP-C è tra le organizzazioni di sinistra che coordinano uno sciopero della fame su larga scala nelle carceri turche. Lo sciopero arriva a coinvolgere circa 1500 persone, dentro e fuori le strutture detentive. Viene scelto come strumento di protesta principalmente contro la decisione del governo turco di costruire nuove strutture di massima sicurezza. Le cosiddette “carceri di Tipo-F” avrebbero fatto un uso diffuso dell'isolamento e interrotto quella situazione di "comunismo di fatto" che era andato instaurandosi nei blocchi carcerari tra prigionieri delle stesse convinzioni politiche. La protesta diventa presto uno sciopero della fame a oltranza. Dura fino al gennaio 2007, quando viene interrotto dopo 122 morti e dietro il riconoscimento di minime concessioni da parte del governo turco.
Il DHKP-C ha più volte fatto ricorso ad attentatori suicidi. Il 3 gennaio 2001 un membro del gruppo si fa esplodere al dipartimento di polizia di Şişli (Istanbul). Nell'attacco, oltre all'attentatore, muoiono l'autista Selçuk Tanrıverdi e il poliziotto Naci Canan Tuncer. Ancora a settembre, una settimana dopo, un altro attentatore suicida si fa esplodere a un posto di blocco della polizia nel quartiere di Gümüşsuyu (Istanbul). Due poliziotti e un passante rimangono uccisi. L'attentatore muore nell'attacco. Nel febbraio 2013, un attentatore suicida legato al partito illegale si fa esplodere di fronte ai cancelli dell'ambasciata statunitense ad Ankara, uccidendo se stesso e un uomo a guardia della missione diplomatica.

#### Gli attentati di Istanbul
Il 6 gennaio 2015 un'attentatrice suicida si fa esplodere alla stazione di polizia del quartiere di Sultanahmet, nel centro storico di Istanbul, uccidendo un agente. Il DHKP-C rivendica l'attacco in un comunicato pubblicato dal sito Halkın Sesi, identificando l'attentatrice come Elif Sultan Kalsen e asserendo di avere voluto punire "gli assassini" del 15enne Berkin Elvan. Colpito da un lacrimogeno durante proteste connesse alla questione del Parco di Gezi a Okmeydanı, quartiere di Istanbul spesso descritto come roccaforte della sinistra radicale turca, Elvan era morto il 11 marzo 2014, dopo un coma durato 269 giorni. Il comunicato viene messo in dubbio già il giorno successivo. I genitori di Kalsen, recatisi all'obitorio, non riconoscono il cadavere come quello della figlia. Successivamente, Halkın Sesi rimuove il comunicato. Le indagini identificano l'attentatrice come Diana Ramazova, una cittadina russa originaria del Dagestan. Citando fonti di intelligence, l'edizione in lingua inglese del quotidiano turco Hürriyet scrive che la donna è la vedova di un jihadista norvegese, Abu Aluevitsj Edelbijev, morto in Siria nel dicembre 2014 mentre combatteva con lo Stato Islamico.
A marzo, alcuni membri del DHKP-C prendono in ostaggio al Palazzo di giustizia di Istanbul il procuratore della Repubblica Mehmet Selim Kiraz, che ha in mano l'inchiesta sulla morte di Berkin Elvan. I sequestratori chiederanno che gli vengano consegnati i poliziotti responsabili per la morte del 15enne. Quando le trattative si arenano, la polizia interviene. I membri del DHKP-C sono uccisi nel blitz delle forze speciali. Il procuratore, raggiunto da diversi proiettili, muore in ospedale.
Il nome di Elif Sultan Kalsen viene fatto nuovamente ad aprile, quando una persona armata apre il fuoco contro il dipartimento di polizia di Vatan Caddesi, a Istanbul. Nell'attacco rimangono feriti lievemente due poliziotti e viene ucciso l'aggressore. La polizia identifica la militante del DHKP-C come la donna che ha aperto il fuoco.